# Цзу Цзя
Цзу Цзя (кит. трад.: 祖甲; піньїнь: Zu Jia) — правитель Китаю з династії Шан, син У Діна.

## Правління
У 12-й рік його правління, відрядив війська проти західних варварів. Наступного року ті ж варварські племена відрядили в Шан своє посольство. В 24-й рік правління Цзу Цзя відновив систему покарань, що існувала за Тана, щоб придушити повстання, що спалахнуло в його володіннях. Владу в країні успадкував Лінь Сінь.